# Marta Orriols

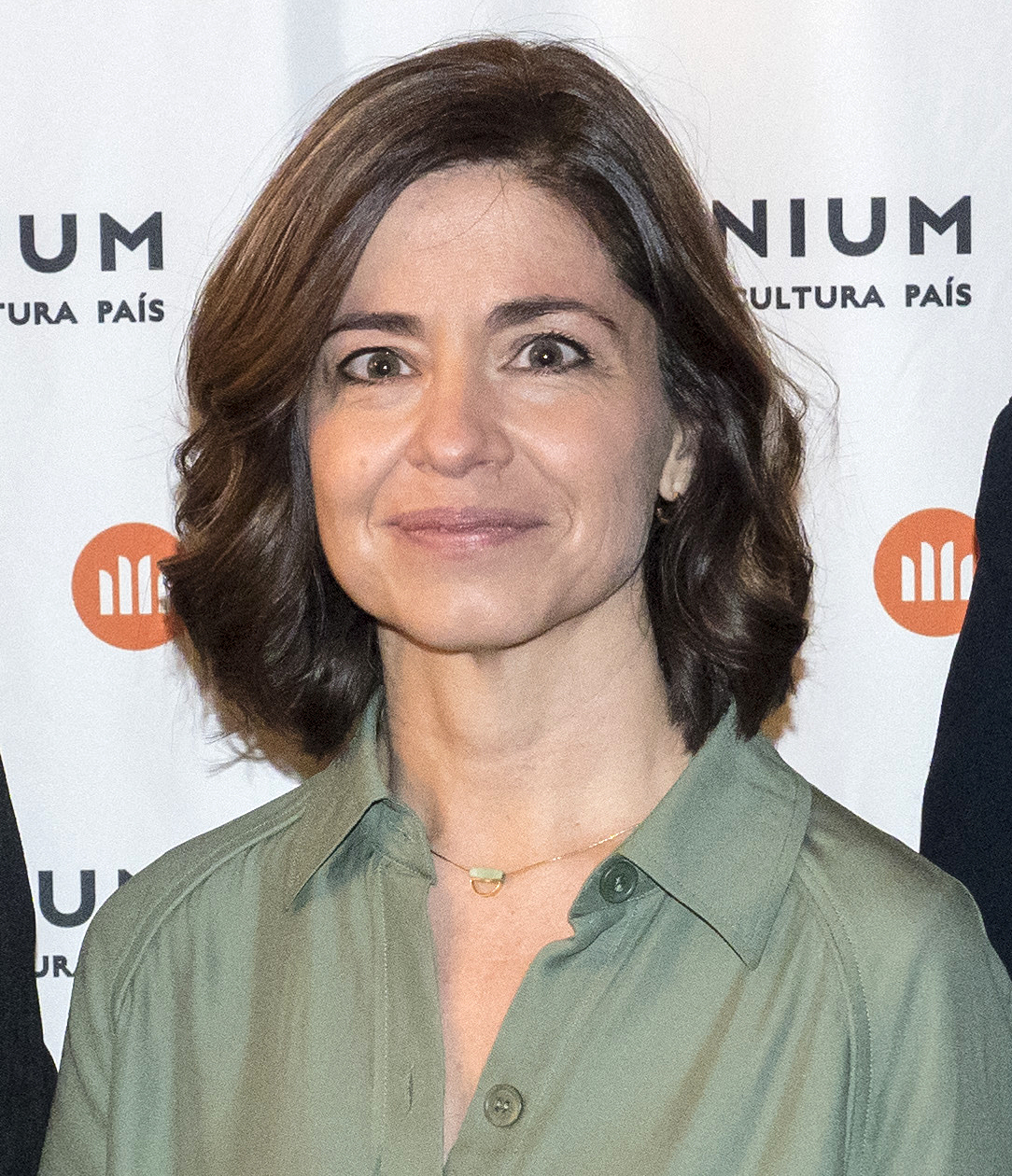
Marta Orriols bei der Verleihung des Premi Òmnium de Novel·la de l'Any 2018

Marta Orriols Balaguer (* 1975 in Sabadell) ist eine katalanische Schriftstellerin, die in Barcelona lebt. Nachdem sie ihr Studium in Kunstgeschichte erfolgreich abgeschlossen hatte, begann sie eine Ausbildung zur Drehbuchautorin an der Filmschule Bande à Parte und für Kreatives Schreiben an der Schriftstellerschule des Ateneu Barcelonès. Sie arbeitet mit unterschiedlichsten Medienhäusern und kulturellen Institutionen zusammen, unter anderem mit Catorze.cat oder Núvol. Anatomia de les distàncies curtes (zu dt.: Anatomie einer Kurzstrecke), ihren ersten Roman, ein Sittenroman mit Vorwort von Jenn Diaz, veröffentlichte sie in 2016. Drei Jahre später gewann sie den Premio Òmnium für die beste Romanveröffentlichung 2018 für ihren Roman Aprendre a parlar amb des plantes (zu dt.: Lernen, mit Pflanzen zu sprechen).

## Werk
- Anatomia de les distàncies curtes. Edicions del Periscopi, Barcelona  2016, ISBN 978-84-944409-5-3.
- Aprendre a parlar amb les plantes. Edicions del Periscopi, 2018, ISBN 978-84-17339-11-1.[1]
- Dolça introducció al caos. Edicions del Periscopi, 2020, ISBN 978-84-17339-49-4.[3][4]

## Auszeichnungen
- Premio Òmnium für den besten Roman in katalanischer Sprache (2019)[5][2]